# Mathias Bossaerts
Mathias Bossaerts (* 10. Juli 1996 in Brasschaat) ist ein belgischer Fußballspieler. 

## Karriere

### Verein
Bossaerts begann mit dem Fußballspielen bei Germinal Beerschot, ehe er über den RSC Anderlecht in die Akademie von Manchester City wechselte. In vier Jahren in England kam er sowohl für die Jugendmannschaften als auch für die Reserve zum Einsatz. 2016 kehrte Bossaerts nach Belgien zurück und schloss sich dem KV Ostende an. In seiner ersten Saison absolvierte er sieben Einsätze und qualifizierte sich mit seinem Verein als Tabellenfünfter für die Meisterschaftsrunde, in der der KV Ostende den vierten Platz belegte. In der neuen Saison wurde Bossaerts in zwei Ligaspielen eingesetzt, dabei belegte sein Verein in der regulären Saison den elften Platz.
Am 28. August 2018 wechselte Bossaerts in die Niederlande zum Zweitligisten NEC und unterschrieb einen Dreijahresvertrag. Doch im August 2019 wurde er dann in die Reservemannschaft versetzt und der Vertrag zwei Monate später aufgelöst. Seitdem ist Bossaerts ohne neuen Verein.

### Nationalmannschaft
Bossaerts lief siebenmal für die belgische U-15-Nationalmannschaft, zweimal für die U-16, elfmal für die U-17-Nationalmannschaft und neunmal für die U-19 auf. Von März 2017 bis November 2018 absolvierte er drei Spiele für die belgische U-21-Nationalmannschaft.